# دورة الألعاب الأولمبية الشتوية 1984 - جدول الميداليات

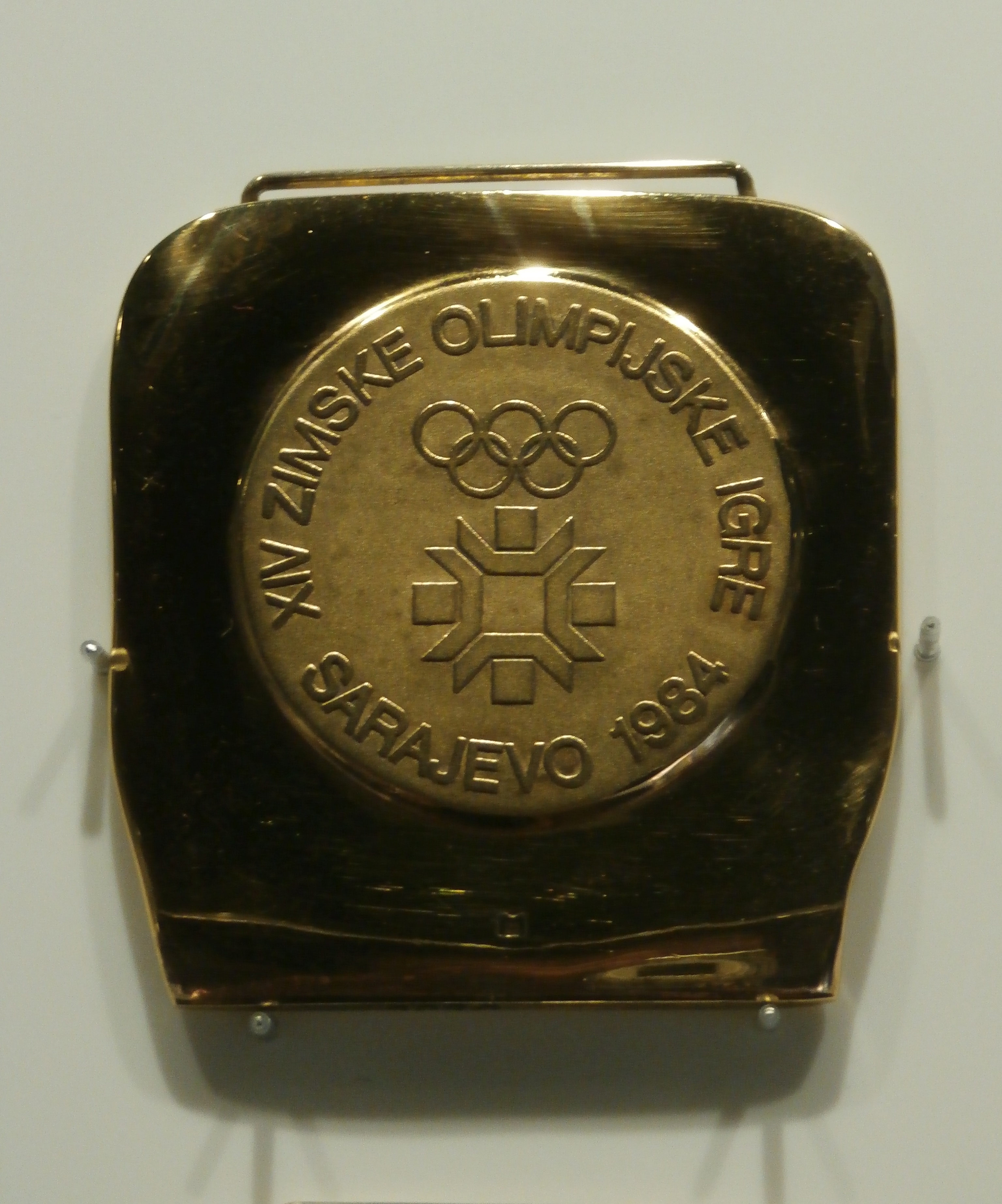
ميدالية 1984

أقيمت الألعاب الأولمبية الشتوية لسنة 1984 في مدينة سراييفو في يوغسلافيا. والمعروفة رسميا بالدورة الرابع عشر للألعاب الأولمبية الشتوية، من 8 - 19 فبراير 1984. مجموع اللاعبين المشاركين كان 1272 لاعب يمثلون 49 دولة وفقاً اللجنة الأولمبية الوطنية، (أكثر ب12 دولة من أولمبياد 1980).